# Джон Уилямс
Джон Таунър Уилямс (на английски: John Towner Williams) (роден на 8 февруари 1932 г.) е американски композитор, диригент и пианист.
Той е автор на музиката към филмите от поредиците „Междузвездни войни“, „Индиана Джоунс“, „Джурасик парк“, „Сам вкъщи“ и „Хари Потър“, а също и към „Извънземното“, „Империята на Слънцето“, „Супермен: Филмът“, „Челюсти“, „Списъкът на Шиндлер“, „Амистад“, „Седем години в Тибет“, „Спасяването на редник Райън“, „Мемоарите на една гейша“ и други.

## Биография
Джон Уилямс е роден на 8 февруари 1932 г. във Флорал Парк, Лонг Айлънд, Ню Йорк в семейството на Етер и Джон Уилямс старши. Баща му е джаз барабанист, свирел с квинтета на Реймънд Скот, чиято музика става международно известна чрез употребата си в анимационните филми на Warner Bros. През 1948 г. Уилямс се мести със семейството си в района на Лос Анджелис. През 1950 г. завършва гимназията на Северен Холивуд. След това учи в Калифорнийския университет в Лос Анджелис и получава частни уроци от композитора Марио Кастелнуово-Тедеско.
През 1952 г. е призован на военна служба във ВВС на САЩ, където като част от задълженията си дирижира и аранжира музика за музикалната група на ВВС. След уволнението си през 1955 г. Уилямс се мести в Ню Йорк, където постъпва в Джулиард Скул, известна консерватория по изпълнителни изкуства, където учи пиано при руската пианистка Росина Левин.
През 1956 г. Джон Уилямс се жени за актрисата Барбара Руик, от която има три деца: Дженифър (р. 1956 г.), Марк (р. 1958 г.) и Джоузеф (р. 1960 г.), който става вокалист на групата Тото (1986 – 1989). Дъщеря му Джени Уилямс също е певица. Барбара Руик умира през 1974 г. На 21 юли 1980 г. Джон Уилямс се жени за настоящата си съпруга Саманта Уинслоу.
През 1980 г. Джон Уилямс става диригент на Бостънския Pops оркестър, подсекция на Бостънския симфоничен оркестър. Музиката, която Джон Уилямс пише за филма на Стивън Спилбърг от 1982 г. „Извънземното“ поставя един от малкото примери в историята на киното, когато кадри от филма (преследването и сбогуването на края) са редактирани, за да съответстват с музикалната интерпретация на композитора. През 1984 г. Уилямс подава оставка заради проблеми с дисциплината в Бостънския оркестър, кулминирали в освиркване от страна на музикантите на нова негова композиция по време на репетиция. След молби от страна на ръководството и лични извинения от музикантите Уилямс продължава да дирижира оркестъра до 1993 г.
В хоровото движение „Duel of the Fates“, композирано за „Междузвездни войни: Епизод I - Невидима заплаха“, Уилямс използва сурови санскритски думи, за да усили агресивния ефект. За „Епизод II“ Уилямс композира музикалната тема „Across the Stars“ за романтичните сцени между Анакин Скайуокър и Падме Амидала. За „Епизод III“ Уилямс композира темата „Battle of the Heroes“, която съпътства дуела между Дарт Вейдър и Оби-Уан Кеноби. За цялата хексалогия Уилямс композира 14 часа музика, включваща темите „The Emperor's Theme“, „The Imperial March“, „Across the Stars“, „Duel of the Fates“, „Battle of the Heroes“, „A Hero Falls“, „The Force Theme“, „Rebel Fanfare“, „Luke's Theme“ и „Princess Leia's Theme.“
През април 2004, февруари 2006 и септември 2007 г. Джон Уилямс дирижира Нюйоркския филхармоничен оркестър в Ню Йорк. Първоначалният концерт води и до последвали два благотворителни концерта през 2006 г. (със споделяне на лични спомени от режисьорите Стивън Спилбърг и Мартин Скорсезе) и още три през 2007 г., които са удостоени с честта да открият музикалния сезон. Билетите за всички концерти са разпродадени.

## Творби
Джон Уилямс е композирал музиката или отделни песни за 109 филма. Композирал е и музика за Олимпийските игри през 1984, 1988, 1996 и 2000 г., музика за телевизионни предавания, концерти и други творби.

### Филмова музика
За филмовата си музика Джон Уилямс печели 5 награди Оскар, 4 награди Златен глобус, 20 награди Грами, 7 награди БАФТА и 2 награди Еми. Уилямс е номиниран 45 пъти за награда Оскар, което го нарежда на второ място по номинации след Уолт Дисни, 21 пъти за награда Златен глобус и 59 пъти за награда Грами.
- Daddy-O (1958)
- Because They're Young (1960)
- I Passed for White (1960)
- The Secret Ways (1961)
- Bachelor Flat (1962)
- Diamond Head (1963)
- Gidget Goes to Rome (1963)
- Убийците (1964)
- None but the Brave (1965)
- The Rare Breed (1966)
- Как да откраднеш милион (1966)
- John Goldfarb, Please Come Home! (1965)
- Valley of the Dolls (1967) номинация за Оскар
- A Guide for the Married Man (1967)
- Fitzwilly (1967)
- Хайди (1968)
- The Reivers (1969) номинация за Оскар
- Довиждане, г-н Чипс (1969) номинация за Оскар
- Storia di una donna (1970) единствената му музика за чуждестранен филм
- Джейн Еър (1970)
- Цигулар на покрива (1971) награда Оскар
- Images (1972) номинация за Оскар
- Приключението Посейдон (1972) номинация за Оскар
- Каубоите (1972)
- Cinderella Liberty (1973) номинация за Оскар
- Дългото сбогуване (1973)
- The Paper Chase (1973)
- Том Сойер (1973) номинация за Оскар заедно с Робърт Шърман и Ричард Шърман
- The Towering Inferno (1974) номинация за Оскар
- Земетресение (1974)
- The Sugarland Express (1974)
- Челюсти (1975) награди Златен глобус, БАФТА & Оскар
- The Eiger Sanction (1975)
- Семеен заговор (1976)
- Мидуей (1976)
- The Missouri Breaks (1976)
- Черната неделя (1977)

- Междузвездни войни: Епизод IV - Нова надежда (1977) награди Оскар, Златен глобус & БАФТА
- Близки срещи от третия вид (1977) номинация за Оскар
- Челюсти 2 (1978)
- Ярост (1978)
- Супермен: Филмът (1978) номинация за Оскар & две номинации за Грами
- 1941 (1979)
- Дракула (1979)
- Междузвездни войни: Епизод V - Империята отвръща на удара (1980) номинация за Оскар & две номинации за Грами, награда БАФТА
- Похитителите на изчезналия кивот (1981) номинация за Оскар & две номинации за Грами
- Heartbeeps (1981)
- Monsignor (1982)
- Извънземното (1982) награди Оскар, Златен глобус & БАФТА
- Междузвездни войни: Епизод VI - Завръщането на джедаите (1983) номинация за Оскар
- Индиана Джоунс и храмът на обречените (1984) номинация за Оскар
- Реката (1984) номинация за Оскар
- SpaceCamp (1985)
- Империята на Слънцето (1987) номинация за Оскар, награда БАФТА
- Вещиците от Истуик (1987) номинация за Оскар
- The Accidental Tourist (1988) номинация за Оскар
- Роден на четвърти юли (1989) номинация за Оскар
- Индиана Джоунс и последният кръстоносен поход (1989) номинация за Оскар
- Винаги (1989)
- Стенли и Айрис (1990)
- Невинен до доказване на противното (1990)
- Сам вкъщи (1990) две номинации за Оскар
- Хук (1991) номинация за Грами & номинация за Оскар
- Джей Еф Кей (1991) номинация за Оскар
- Сам вкъщи 2: Изгубен в Ню Йорк (1992)
- Далече, далече (1992)
- Джурасик парк (1993)
- Списъкът на Шиндлер (1993) награди Оскар, Грами и БАФТА
- Никсън (1995) номинация за Оскар
- Сабрина (1995) две номинации за Оскар
- Sleepers (1996) номинация за Оскар
- Розууд (1997)
- Изгубеният свят: Джурасик парк (1997)

- Седем години в Тибет (1997)
- Амистад (1997) номинация за Грами & номинация за Оскар
- Stepmom (1998)
- Спасяването на редник Райън (1998) номинация за Златен глобус, Грами & Оскар
- Междузвездни войни: Епизод I - Невидима заплаха (1999) номинация за Грами
- Прахът на Анджела (1999) номинация за Грами & номинация за Оскар
- Патриотът (2000) номинация за Оскар
- A.I. Изкуствен Интелект (2001) номинация за Грами & номинация за Оскар
- Хари Потър и Философският камък (2001) номинация за Оскар & две номинации за Грами
- Хвани ме, ако можеш (2002) номинация за Оскар
- Междузвездни войни: Епизод II - Клонираните атакуват (2002)
- Специален доклад (2002)
- Хари Потър и Стаята на тайните (2002) номинация за Грами
- Хари Потър и Затворникът от Азкабан (2004) номинация за Грами & номинация за Оскар (soundtrack)
- Терминалът (2004)
- Междузвездни войни: Епизод III - Отмъщението на ситите (2005) две номинации за Грами
- Война на световете (2005) номинация за Грами
- Мемоарите на една гейша (2005) награди Златен глобус, БАФТА и Грами, номинация за Оскар
- Мюнхен (2005) награда Грами, номинация за Оскар
- Индиана Джоунс и кралството на кристалния череп (2008)
- Приключенията на Тинтин: Тайната на еднорога (2011)
- Боен кон (2011)
- Линкълн (2012)
- Крадецът на книги (2013)
- Междузвездни войни: Епизод VII - Силата се пробужда (2015)
- Добрият великан (2016)

### Музика
- Музика от Хари Потър arr. by Jerry Brubaker
- Музика от Клонираните атакуват arr. by Jerry Brubaker
- Музика от „Мюнхен“: „Хатиква (Надеждата)“' arr. by Jerry Brubaker
- Музика от Мюнхен: „Молитва за мир“ arr. by Jerry Brubaker

### Други
- John Williams в  Internet Movie Database ((en))
- Джон Уилиамс Архив на оригинала от 2016-03-04 в Wayback Machine. в Movies-BG.org
- John Williams Fan Network ((en))
- Music by John Williams Архив на оригинала от 2010-10-28 в Wayback Machine. ((en))
- The John Williams Web Pages ((en))
- Официален сайт на Джон Уилямс Архив на оригинала от 2013-10-24 в Wayback Machine. ((en))
- The John Williams Collection Архив на оригинала от 2012-09-10 в Wayback Machine. ((en))
- Поредица от шест статии за кариерата на Джон Уилямс:
  - Част 1 ((en))
  - Част 2 ((en))
  - Част 3 ((en))
  - Част 4 ((en))
  - Част 5 ((en))
  - Част 6 ((en))